# Saint-Alpinien
 Saint-Alpinien  là một xã thuộc tỉnh Creuse trong vùng Nouvelle-Aquitaine miền trung nước Pháp. Xã này nằm ở khu vực có độ cao trung bình 652 mét trên mực nước biển.